# Oberleitungsbus Kassel
| Streckenlänge: | 6,007 km               |                        |                        |
| Stromsystem: | 620 Volt =             |                        |                        |
| Zweigleisigkeit: | Teichstraße–Rasenallee |                        |                        |
| |                        |                        |                        |
| \| \| \| Rasenallee \| \| \| \| \| Seebergstraße \| \| \| \| \| Lerchenfeldstraße \| \| \| \| \| Wilhelmshöher Weg \| \| \| \| \| Ortsmitte Harleshausen \| \| \| \| \| Schule Harleshausen \| \| \| \| \| Ahnatalstraße \| \| \| \| \| Riedelstraße \| \| \| \| \| \| \| \| \| \| Harleshäuser Straße \| \| \| \| \| Kirche Kirchditmold \| \| \| \| \| \| \| \| \| \| Schule Kirchditmold \| \| \| \| \| Depot Zentgrafenstraße \| \| \| \| \| Teichstraße \| \| \| \| \| Mergellstraße \| \| \| \| \| Kirchditmolder Straße \| \| \| \| \| Drusel \| \| \| \| \| \| \| \| \| \| Bahnhof Wilhelmshöhe \| \| \| \| \| Rolandstraße \| \| \| \| \| Kunoldstraße \| \| \| \| \| Baunsbergstraße \| \| \| \| \| \| \| \| \| \| Drusel \| \| \| \| \| Depot Wilhelmshöhe \| \| |                        |                        |                        |
| U-Bahn-Kopfbahnhof Streckenanfang (Strecke außer Betrieb) |                        | Rasenallee             | Rasenallee             |
| U-Bahn-Haltepunkt / Haltestelle (Strecke außer Betrieb) |                        | Seebergstraße          | Seebergstraße          |
| U-Bahn-Haltepunkt / Haltestelle (Strecke außer Betrieb) |                        | Lerchenfeldstraße      | Lerchenfeldstraße      |
| U-Bahn-Haltepunkt / Haltestelle (Strecke außer Betrieb) |                        | Wilhelmshöher Weg      | Wilhelmshöher Weg      |
| U-Bahn-Haltepunkt / Haltestelle (Strecke außer Betrieb) |                        | Ortsmitte Harleshausen | Ortsmitte Harleshausen |
| U-Bahn-Haltepunkt / Haltestelle (Strecke außer Betrieb) |                        | Schule Harleshausen    | Schule Harleshausen    |
| U-Bahn-Haltepunkt / Haltestelle (Strecke außer Betrieb) |                        | Ahnatalstraße          | Ahnatalstraße          |
| U-Bahn-Haltepunkt / Haltestelle (Strecke außer Betrieb) |                        | Riedelstraße           | Riedelstraße           |
| U-Bahn-Strecke von links (außer Betrieb) · U-Bahn-Abzweig geradeaus und nach rechts (Strecke außer Betrieb) |                        |                        |                        |
| U-Bahn-Strecke (außer Betrieb) · U-Bahn-Haltepunkt / Haltestelle (Strecke außer Betrieb) |                        | Harleshäuser Straße    | Harleshäuser Straße    |
| U-Bahn-Haltepunkt / Haltestelle (Strecke außer Betrieb) · U-Bahn-Strecke geradeaus (außer Betrieb) |                        | Kirche Kirchditmold    | Kirche Kirchditmold    |
| U-Bahn-Strecke nach links (außer Betrieb) · U-Bahn-Abzweig geradeaus, nach rechts und von rechts (Strecke außer Betrieb) |                        |                        |                        |
| U-Bahn-Haltepunkt / Haltestelle (Strecke außer Betrieb) |                        | Schule Kirchditmold    | Schule Kirchditmold    |
| U-Bahn-Abzweig geradeaus, nach links und von links (Strecke außer Betrieb) · U-Bahn-Betriebs-/Güterbahnhof Streckenende und quer (Strecke außer Betrieb) |                        | Depot Zentgrafenstraße | Depot Zentgrafenstraße |
| U-Bahn-Haltepunkt / Haltestelle (Strecke außer Betrieb) |                        | Teichstraße            | Teichstraße            |
| U-Bahn-Haltepunkt / Haltestelle (Strecke außer Betrieb) |                        | Mergellstraße          | Mergellstraße          |
| U-Bahn-Haltepunkt / Haltestelle (Strecke außer Betrieb) |                        | Kirchditmolder Straße  | Kirchditmolder Straße  |
| U-Bahn-Brücke über Wasserlauf (Strecke außer Betrieb) |                        | Drusel                 | Drusel                 |
| U-Bahn-Abzweig geradeaus und nach links (Strecke außer Betrieb) · U-Bahn-Strecke von rechts (außer Betrieb) |                        |                        |                        |
| U-Bahn-Strecke von links (außer Betrieb) · U-Bahn-Abzweig geradeaus und nach rechts (Strecke außer Betrieb) · U-Bahn-Bahnhof (Strecke außer Betrieb) |                        | Bahnhof Wilhelmshöhe   | Bahnhof Wilhelmshöhe   |
| U-Bahn-Strecke (außer Betrieb) · U-Bahn-Strecke (außer Betrieb) · U-Bahn-Haltepunkt / Haltestelle (Strecke außer Betrieb) |                        | Rolandstraße           | Rolandstraße           |
| U-Bahn-Haltepunkt / Haltestelle (Strecke außer Betrieb) · U-Bahn-Haltepunkt / Haltestelle (Strecke außer Betrieb) · U-Bahn-Strecke (außer Betrieb) |                        | Kunoldstraße           | Kunoldstraße           |
| U-Bahn-Bahnhof (Strecke außer Betrieb) · U-Bahn-Abzweig geradeaus und nach links (Strecke außer Betrieb) · U-Bahn-Strecke nach rechts (außer Betrieb) |                        | Baunsbergstraße        | Baunsbergstraße        |
| U-Bahn-Abzweig geradeaus, nach links und von links (Strecke außer Betrieb) · U-Bahn-Strecke nach rechts (außer Betrieb) |                        |                        |                        |
| U-Bahn-Brücke über Wasserlauf (Strecke außer Betrieb) |                        | Drusel                 | Drusel                 |
| U-Bahn-Betriebs-/Güterbahnhof Streckenende (Strecke außer Betrieb) |                        | Depot Wilhelmshöhe     | Depot Wilhelmshöhe     |

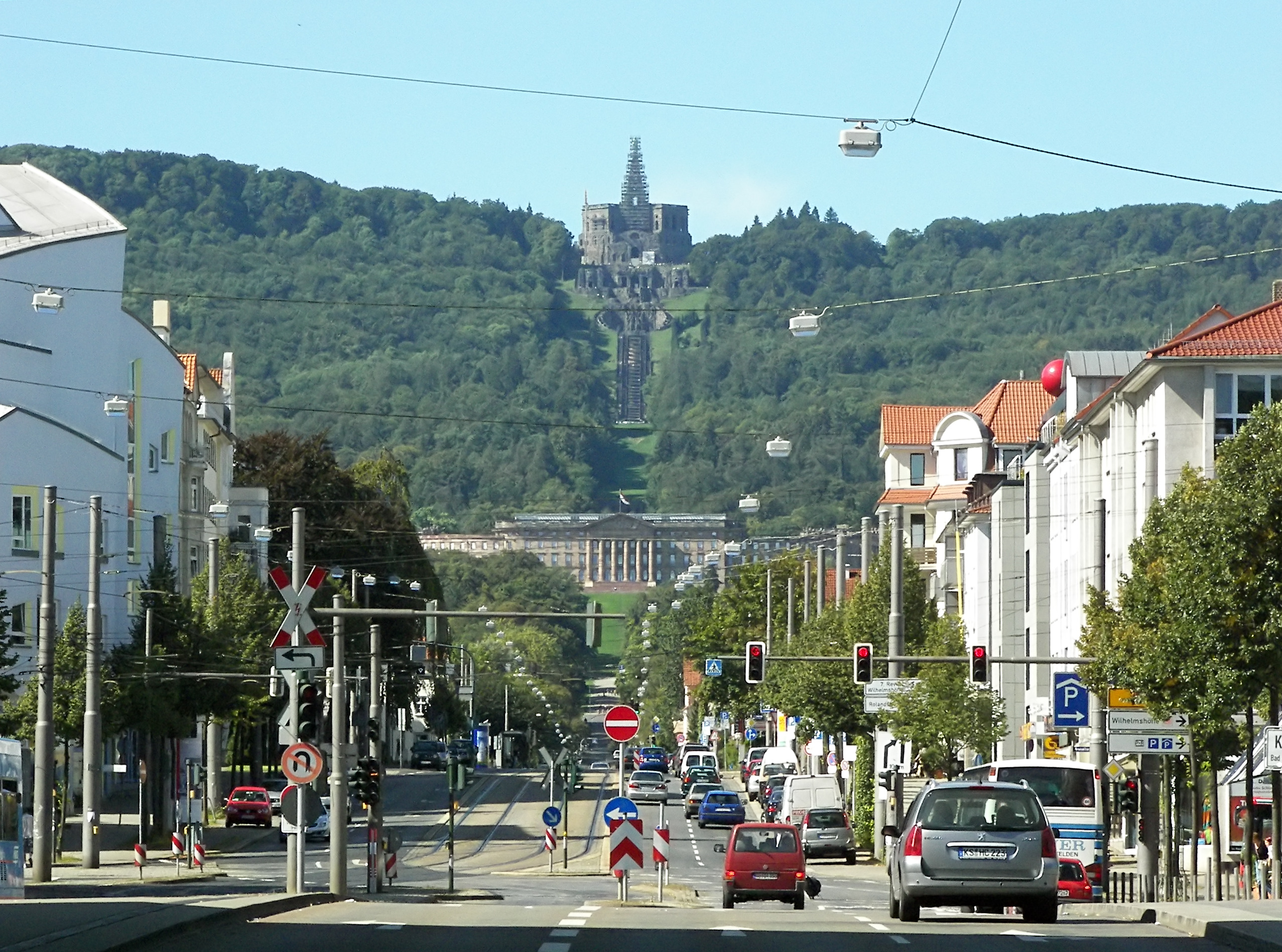
Die Wilhelmshöher Allee in Höhe des Bahnhofs Wilhelmshöhe mit Blick stadtauswärts Richtung Herkules

Der Oberleitungsbus Kassel war ein Oberleitungsbussystem in den nordwestlichen Stadtteilen Kassels, das zwischen dem 12. Juli 1944 und dem 28. Mai 1962 existierte. Betreiber war die Kasseler Verkehrs-Gesellschaft (KVG), die heute noch neben der Straßenbahn Kassel ein umfangreiches Omnibusnetz in Kassel betreibt. Er war einer von sechs Obusbetrieben in Hessen, weitere gab es noch in Frankfurt am Main, Gießen, Marburg, Offenbach am Main und Wiesbaden. 

## Geschichte
Der Obusverkehr in Kassel begann am 12. Juli 1944 und endete vorübergehend im Februar 1945. Damals traf eine Fliegerbombe bei einem Angriff auf den nahen Rangierbahnhof das Obus-Depot in der Zentgrafenstraße (heute Druckerei Riehm) an der Harleshäuser Kurve. Der Betriebshof wurde samt zwei von drei O-Bussen vollständig zerstört, sodass der Betrieb zwischen Harleshausen und Kirchditmold nach knapp einem Jahr eingestellt werden musste. Am 1. Oktober 1947 konnte der Betrieb wieder aufgenommen werden, allerdings wurde das zerstörte Depot Zentgrafenstraße durch ein neues Depot an der Wilhelmshöher Allee, schräg gegenüber dem schon bestehenden Straßenbahndepot Wilhelmshöhe, ersetzt. 
Am 1. November 1949 konnte dann auch der Betrieb zwischen Kirchditmold und Wilhelmshöhe aufgenommen werden. Dabei war die Fahrleitung durch die Mergellstraße, die Kirchditmolder Straße und die Kunoldstraße einspurig, weil jede zweite Fahrt nur zwischen den Haltestellen Rasenallee und Kirche Kirchditmold verkehrte. Ab der Wilhelmshöher Allee bedienten die O-Busse eine Häuserblockschleife über Baunsbergstraße, Friedrich-Naumann-Straße und Kunoldstraße zurück zur Wilhelmshöher Allee. 1953 wurde auch das Teilstück von der Kunoldstraße über die Wilhelmshöher Allee zum Bahnhof Wilhelmshöhe eröffnet und ab 1. Dezember 1953 fuhren die O-Busse nun nach Einmündung in die Wilhelmshöher Allee über Bahnhof Wilhelmshöhe, Landgraf-Karl-Straße und Friedrich-Naumann-Straße zurück in die Kunoldstraße. Die Fahrleitung der alten Strecke über die Baunsbergstraße wurde nicht abgebaut und konnte so weiterhin bei Fahrten in das Depot Wilhelmshöhe benutzt werden, das Streckennetz hatte fortan eine Länge von 6,007 Kilometern.
Die anfangs nummernlose Obuslinie bekam 1954 die Liniennummer 10 zugeteilt. Im Dezember 1960 beschloss der Aufsichtsrat der KVG den Obusbetrieb in den nächsten zwei Jahren einzustellen. Schließlich wurde der O-Bus zum Fahrplanwechsel am 28. Mai 1962 eingestellt. Gründe waren unter anderem das Alter und die Abnutzung der Fahrzeuge sowie der Fahrleitung.